# Campeonato dos Países Baixos de Ciclismo Contrarrelógio
Os Campeonatos dos Países Baixos de Ciclismo Contrarrelógio são organizados anualmente para determinar o campeão ciclista dos Países Baixos de cada ano, na modalidade.
O título é outorgado ao vencedor de uma única prova, na modalidade de contrarrelógio individual. O vencedor obtêm o direito de usar a maillot com as cores da bandeira dos Países Baixos até ao campeonato do ano seguinte, unicamente quando disputa provas contrarrelógio.

## Palmarés
| Ano  | Vencedor           | Segundo             | Terceiro           |
| 1991 | Bart Voskamp       | Leon Van Bon        | Servais Knaven     |
| 1992 | Arnold Stam        | Patrick Van Dijken  | Jos Wolfkamp       |
| 1993 | Jos Wolfkamp       | Jaap Ten Kortenaar  | Pelle Kil          |
| 1994 | Mario Gutte        | Jos Wolfkamp        | Jaap Ten Kortenaar |
| 1995 | Erik Breukink      | Frans Maassen       | Patrick Van Dijken |
| 1996 | Erik Dekker        | Danny Nelissen      | Jelle Nijdam       |
| 1997 | Erik Breukink      | Erik Dekker         | Servais Knaven     |
| 1998 | Patrick Jonker     | Servais Knaven      | Wilco Zuyderwijk   |
| 1999 | Bart Voskamp       | Erik Dekker         | Renger Ypenburg    |
| 2000 | Erik Dekker        | Servais Knaven      | Maarten Den Bakker |
| 2001 | Bart Voskamp       | Remco Van Der Ven   | Jan Van Velzen     |
| 2002 | Erik Dekker        | Servais Knaven      | Paul Van Schalen   |
| 2003 | Maarten Den Bakker | Bart Voskamp        | Servais Knaven     |
| 2004 | Thomas Dekker      | Joost Posthuma      | Bart Voskamp       |
| 2005 | Thomas Dekker      | Erik Dekker         | Michiel Elijzen    |
| 2006 | Stef Clement       | Erik Dekker         | Joost Posthuma     |
| 2007 | Stef Clement       | Michiel Elijzen     | Rick Flens         |
| 2008 | Lars Boom          | Joost Posthuma      | Servais Knaven     |
| 2009 | Stef Clement       | Koos Moerenhout     | Rick Flens         |
| 2010 | Jos Van Emden      | Koos Moerenhout     | Lieuwe Westra      |
| 2011 | Stef Clement       | Jens Mouris         | Martijn Keizer     |
| 2012 | Lieuwe Westra      | Lars Boom           | Niki Terpstra      |
| 2013 | Lieuwe Westra      | Niki Terpstra       | Tom Dumoulin       |
| 2014 | Tom Dumoulin       | Sebastian Langeveld | Jos Van Emden      |
| 2015 | Wilco Kelderman    | Rick Flens          | Jos van Emden      |
| 2016 | Tom Dumoulin       | Jos van Emden       | Wilco Kelderman    |
| 2017 | Tom Dumoulin       | Stef Clement        | Robert Gesink      |
| 2018 | Dylan van Baarle   | Niki Terpstra       | Wilco Kelderman    |
| 2019 | Jos van Emden      | Sebastian Langeveld | Dylan van Baarle   |
| 2020 | Não se disputou    | Não se disputou     | Não se disputou    |
| 2021 | Tom Dumoulin       | Sebastian Langeveld | Koen Bouwman       |
| 2022 | Bauke Mollema      | Tom Dumoulin        | Daan Hoole         |

## Palmarés feminino
| Ano  | Vencedora                | Segunda                  | Terceira                 |
| ---- | ------------------------ | ------------------------ | ------------------------ |
| 1991 | Ingrid Haringa           | Astrid Schop             | Monique Knol             |
| 1992 | Lenie Dijkstra           | Natascha den Ouden       | Els Koolloos             |
| 1993 | Petra Grimbergen         | Ingrid Haringa           | Natascha den Ouden       |
| 1994 | Maria Jongeling          | Daniëlle Overgaag        | Natascha den Ouden       |
| 1995 | Jet Jongeling            | Maria Jongeling          | Natascha den Ouden       |
| 1996 | Willeke van der Weide    | Nicole Vermast           | Jet Jongeling            |
| 1997 | Leontien van Moorsel     | Mariëlle van Scheppingen | Chantal Beltman          |
| 1998 | Leontien van Moorsel     | Mariëlle van Scheppingen | Yvonne Brunen            |
| 1999 | Leontien van Moorsel     | Mirjam Melchers          | Mariëlle van Scheppingen |
| 2000 | Leontien van Moorsel     | Anouska van der Zee      | Sonja Van Kuik-Pfister   |
| 2001 | Leontien van Moorsel     | Anouska van der Zee      | Mariëlle van Scheppingen |
| 2002 | Leontien van Moorsel     | Loes Gunnewijk           | Lado Koedooder           |
| 2003 | Jolanda Cools-van Dongen | Leontien van Moorsel     | Mirjam Melchers          |
| 2004 | Mirjam Melchers          | Loes Gunnewijk           | Loes Markerink           |
| 2005 | Suzanne de Goede         | Loes Gunnewijk           | Mirjam Melchers          |
| 2006 | Loes Gunnewijk           | Kirsten Wild             | Íris Slappendel          |
| 2007 | Ellen van Dijk           | Regina Bruins            | Mirjam Melchers          |
| 2008 | Mirjam Melchers          | Kirsten Wild             | Loes Gunnewijk           |
| 2009 | Regina Bruins            | Kirsten Wild             | Ellen van Dijk           |
| 2010 | Marianne Vos             | Regina Bruins            | Kirsten Wild             |
| 2011 | Marianne Vos             | Ellen van Dijk           | Loes Gunnewijk           |
| 2012 | Ellen van Dijk           | Annemiek van Vleuten     | Íris Slappendel          |
| 2013 | Ellen van Dijk           | Loes Gunnewijk           | Annemiek van Vleuten     |
| 2014 | Annemiek van Vleuten     | Ellen van Dijk           | Marianne Vos             |
| 2015 | Anna van der Breggen     | Ellen van Dijk           | Chantal Blaak            |
| 2016 | Annemiek van Vleuten     | Chantal Blaak            | Roxane Knetemann         |
| 2017 | Annemiek van Vleuten     | Ellen van Dijk           | Anna van der Breggen     |
| 2018 | Ellen van Dijk           | Anna van der Breggen     | Lucinda Brand            |
| 2019 | Annemiek van Vleuten     | Ellen van Dijk           | Anna van der Breggen     |
| 2020 | Não se disputou          | Não se disputou          | Não se disputou          |
| 2021 | Anna van der Breggen     | Ellen van Dijk           | Lucinda Brand            |
| 2022 | Ellen van Dijk           | Riejanne Markus          | Anouska Koster           |

## Estatísticas

### Mais vitórias
| Ciclista      | Vitórias | Anos                    |
| ------------- | -------- | ----------------------- |
| Stef Clement  | 4        | 2006, 2007, 2009 e 2011 |
| Tom Dumoulin  | 4        | 2014, 2016, 2017 e 2021 |
| Bart Voskamp  | 3        | 1991, 1999 e 2001       |
| Erik Dekker   | 3        | 1996, 2000 e 2002       |
| Erik Breukink | 2        | 1995 e 1997             |
| Thomas Dekker | 2        | 2004 e 2005             |
| Lieuwe Westra | 2        | 2012 e 2013             |
| Jos van Emden | 2        | 2010 e 2019             |

| Ciclista             | Vitórias | Anos                                |
| -------------------- | -------- | ----------------------------------- |
| Leontien van Moorsel | 6        | 1997, 1998, 1999, 2000, 2001 e 2002 |
| Ellen van Dijk       | 4        | 2007, 2012, 2013 e 2018             |
| Annemiek van Vleuten | 4        | 2014, 2016, 2017 e 2019             |
| Mirjam Melchers      | 2        | 2004 e 2008                         |
| Marianne Vos         | 2        | 2010 e 2011                         |
| Anna van der Breggen | 2        | 2015 e 2021                         |

## Fotografias destacadas
|  |  |  |  |